# Ferrocarril BNSF

Red ferroviaria del BNSF

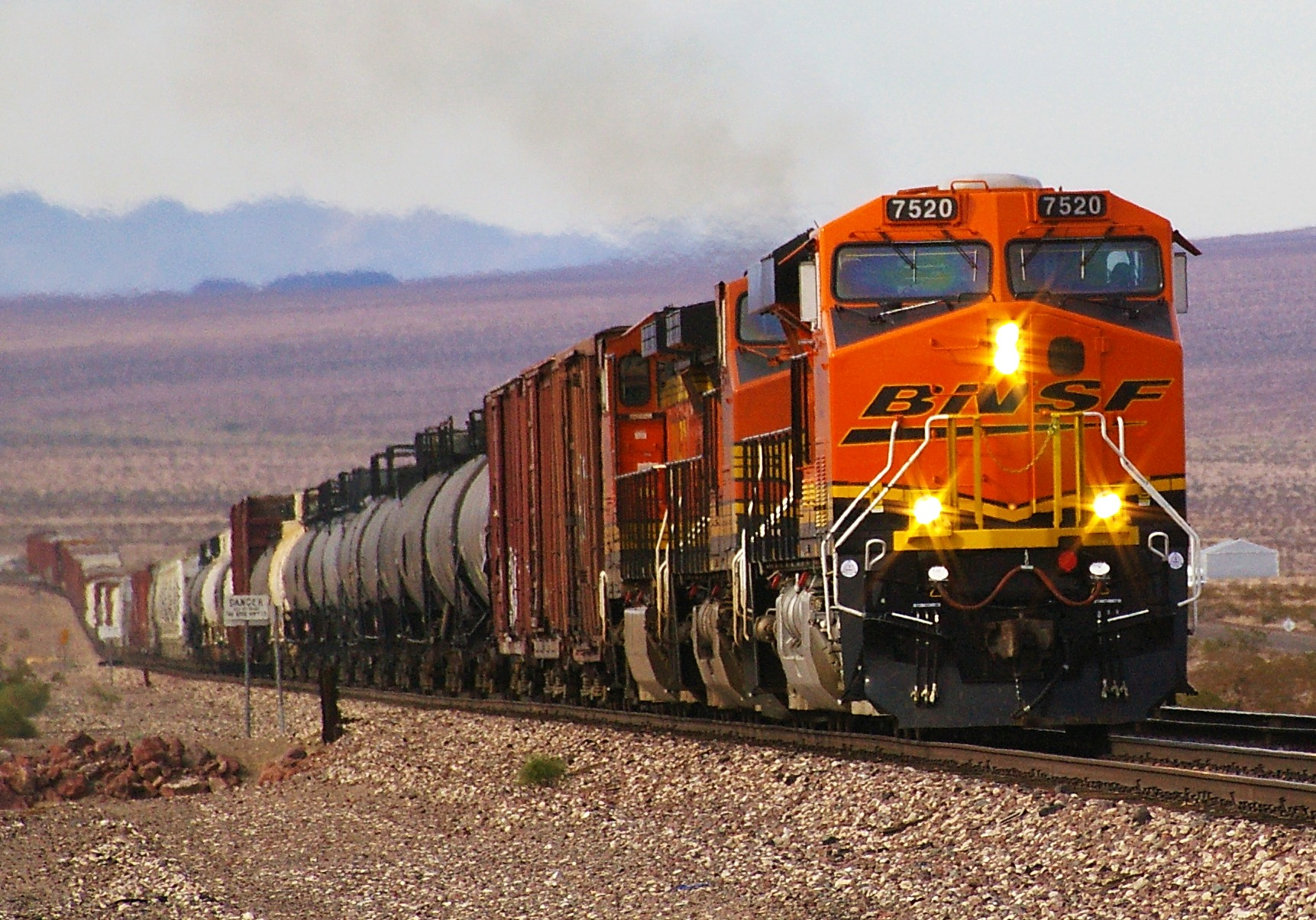
Tren del BNSF en el desierto de Mojave (California).

El Ferrocarril Burlington Northern & Santa Fe (BNSF por sus siglas) es una empresa ferroviaria localizada en los Estados Unidos, cuya orientación es el transporte de mercancías. 
Es uno de ocho ferrocarriles denominados clase 1, ya que los beneficios superan los 277.7 millones de dólares. La red férrea comprende Alabama, Arizona, Arkansas, California, Colorado, Idaho, Illinois, Iowa, Kansas, Luisiana, Minnesota, Misisipi, Misuri, Montana, Nebraska, Nevada, Nuevo México, Dakota del Norte, Oklahoma, Oregón, Dakota del Sur, Tennessee, Texas, Utah, Washington, Wisconsin y Wyoming, sumando un total de 27 estados. 
La red férrea suma un total de 51 200 km (32 000 millas). También posee 48 km de vías en Canadá, en la ciudad de Vancouver, Columbia Británica, así como un patio de maniobras en Winnipeg, Manitoba.
Es rival de la Union Pacific, que posee 54 400 km (34 000 millas).

## Historia
La compañía se formó a finales de 1995 por la fusión de dos empresas ferroviarias independientes. En ese momento la "Burlington Northern Railroad" y la "Atchison Topeka & Santa Fe" operaban por su cuenta, pero luego se unieron lo que hoy se conoce como Burlington Northern Santa Fe Railroad. A principios de 1996 comenzó a operar en forma normal.
En el año 1999, la BNSF quiso fusionarse con el Canadian National Railway para formar "North America Railroad", pero la ley antimonopolios no aprobó la unión entre las dos empresas y siguieron ambas compañías en forma independiente.

## Parque de locomotoras diésel-eléctricas
Actualmente la BNSF tiene en su propiedad diversas locomotoras diésel-eléctricas para diversos trabajos, como maniobras, líneas principales, ramales o desvíos a industrias. El parque consta de locomotoras General Motors, General Electric y Rail Power.
- Actualmente tiene 3320 locomotoras EMD de General Motors.

- Actualmente tiene 3523 locomotoras de General Electric.

En total, la empresa cuenta con 6843 locomotoras.